# Aghlal
Aghlal là một đô thị thuộc tỉnh Aïn Témouchent, Algérie. Dân số thời điểm năm 2002 là 6.841 người.